# Société Nationale des Eaux du Bénin
Société Nationale des Eaux du Bénin (Abkürzung SONEB) ist der Name des staatlichen Wasserversorgungsunternehmens Benins.

## Geschichte
Ihren Ursprung hat die Gesellschaft in der Compagnie Coloniale de Distribution de l’Énergie Électrique (CCDEE), der 1955 in der Spätphase der Kolonie Dahomey die Konzession für den Betrieb der Elektrizitätsinfrastruktur übertragen wurde. Diese Gesellschaft wurde 1960 – mit der Unabhängigkeit der zwei Jahre zuvor gegründeten Republik Dahomey – in Compagnie Centrale de Distribution d’Énergie Électrique umbenannt. Weitere 13 Jahre später kaufte der Staat die CCDEE und formte aus ihr die für die Energie- und Wasserversorgung zuständige Société Dahoméenne d’Électricité et d’Eau (SDEE), die 1975 in Société Béninoise d’Électricité et d’Eau (SBEE) umbenannt wurde. Im Jahr 2004 erfolgte die Trennung der beiden Bereiche Wasser und Strom. Während der Energieversorger unter seinem neuen Namen Société Béninoise d’Énergie Électrique das eingeführte Akronym behielt, wurden für den Wasserversorger per Dekret N°2003-203 du 12 Juin 2003 neben der zeitnahen Gründung ebenso der Name Société Nationale des Eaux du Bénin (SONEB) wie auch die Aufgaben und die grundsätzliche Struktur bestimmt.
Eigenen Angaben zufolge hat die Gesellschaft mit Stand 2021 867 Mitarbeiter.

## Aufgaben
Der Zweck der Gesellschaft ist die Produktion, der Transport und die Verteilung von Trinkwasser und die Abwasserentsorgung.